# Andrés López Carmona
Andrés López Carmona (Murcia, 11 de enero de 2003), más conocido como Andrés López, es un futbolista española que juega como defensa central en el Yeclano Deportivo de la Primera División RFEF, cedido por el Real Murcia C. F.

## Trayectoria
Natural de la pedanía de Torreagüera en Murcia, es un jugador formado en las categorías inferiores del UCAM Murcia CF y Albacete Balompié donde jugó hasta 2020, cuando ingresó en La Fábrica para jugar en el fútbol base del Real Madrid CF, donde permaneció durante la temporada 2020-21 en las filas del Juvenil "B".
En la temporada 2021-22, firma por la UD Almería para jugar en su equipo juvenil. 
En la temporada 2022-23, forma parte de la plantilla de la UD Almería B de Tercera Federación. 
En la temporada 2023-24, firma por el Real Murcia Imperial Club de Fútbol de Tercera Federación. 
El 12 de enero de 2024, se incorpora a la primera plantilla del Real Murcia C. F. de la Primera División RFEF, tras disputar durante la primera vuelta 8 encuentros, 7 de ellos como titular, y un total de 593 minutos con el primer equipo grana.
El 3 de febrero de 2025, firma por el Yeclano Deportivo de la Primera División RFEF, cedido por el Real Murcia C. F.

## Clubes
| Club                                | País   | Periodo         | Partidos (goles) |
| ----------------------------------- | ------ | --------------- | ---------------- |
| UD Almería B                        | España | 2022-2023       | 0 (0)            |
| Real Murcia Imperial Club de Fútbol | España | 2023            | 0 (0)            |
| Real Murcia CF                      | España | 2023-actualidad | 14 (0)           |
| Yeclano Deportivo (cedido)          | España | 2025-actualidad | 0 (0)            |